# 瑜伽墊

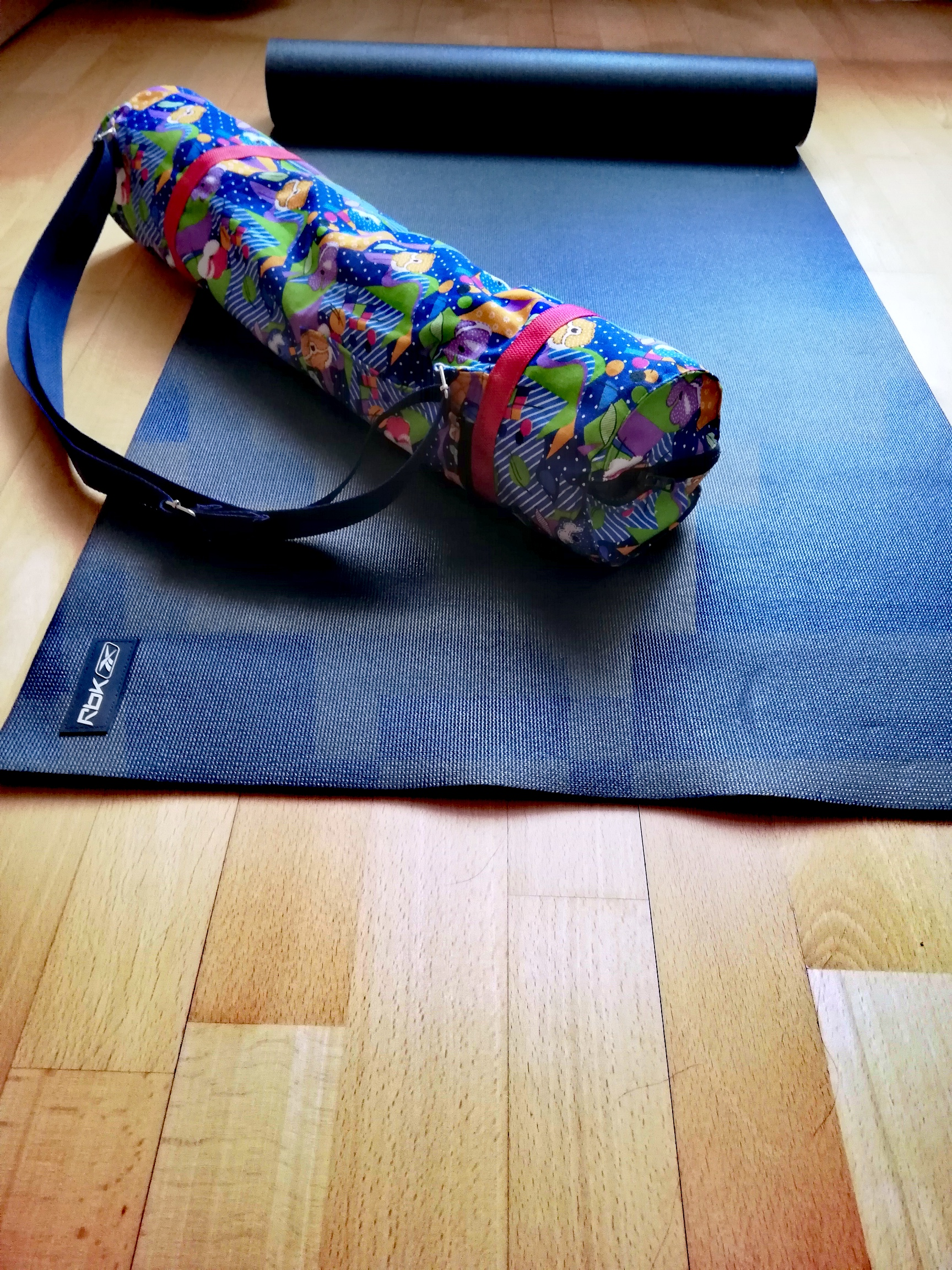
瑜伽墊

瑜伽墊是為瑜珈練習者所專門製作的墊子，主要用於在體式練習中防止手腳滑倒。早期的瑜珈墊以保護我們的身體不受到傷害為主要目的。近年也有帶線條的正位瑜伽墊，除了具備傳統瑜伽墊的功能外，還能幫助引導練習者在練習時更精準地完成瑜伽體式。

## 瑜伽墊的歷史
關於瑜伽墊的歷史有各種不同的說法。一說古代的瑜珈練習者習慣用鹿及虎的皮作為練習時的鋪墊。鹿皮常被認為是能夠提供平靜和和平的自然能量來源。虎皮則代表能量和多樣化的體式鍛鍊。
現代瑜伽墊的發明大致可以追溯到1982,一位英國出生在德國教學的瑜珈的老師Angela Farmer。Angela不喜歡練習時手腳滑落的情況，所以她尋找解決方案。當她在市場上遇到一卷墊子時，她找到了解決方案。這墊子是平常在地毯下使用的墊子，以防止打滑。Angela Farmer將她使用墊子練習瑜伽的想法帶回了倫敦，其他瑜伽士開始跟隨而流行起來。最終，有人決定推銷這個想法，開始生產瑜伽墊。 Hugger Mugger是第一間大規模生產瑜珈墊的公司。時間可以追溯到1990年代。

## 常見材質
隨著瑜伽墊的普及，瑜珈墊的材質也趨向多樣化。以下是一些常見的瑜珈墊物料:

### 聚氯乙烯
聚氯乙烯（PVC）或其他被稱為乙烯基的材料是用於製作瑜伽墊的最常見和最便宜的材料。它是一種合成塑料聚合物或碳氫化合物產品，使 PVC 便宜、輕便、超級抓地力和柔韌。PVC 其實就是塑膠的一種，本身會有一股塑膠味，比較不環保。

### 天然橡膠
天然橡膠可能是瑜伽墊的最佳材料選擇，並且已經在市場上銷售了很長時間；比泡沫和PVC長。天然橡膠製成的瑜珈墊各項特性都表現得很出色，尤其是進階瑜珈者最在意的「止滑」、「穩定度」等。天然橡膠瑜伽墊的表面略硬，重量稍重，較難攜帶出門。

### 熱塑性橡膠
熱塑性塑料（TPE）是另一種流行的現代瑜伽墊替代材料。這種材料基本上是塑料和橡膠的混合物。價格大概比 PVC 稍貴一些，但卻重量輕、彈性佳、好攜帶，又無毒安全、可以回收分解，兼具塑膠與橡膠的特性。TPE 碰到汗水的止滑效果稍差且並不耐熱，只適合在常溫下使用。

### 人工橡膠
人工橡膠（NBR）是由石化提煉而成的，有著良好的耐磨耐熱特質，原先多用於吸音棉、防火泡棉等，後來也有一些運動用墊與康復墊會使用人工橡膠，因為人工橡膠屬於人工材質，隨時可人工再製，價格也比天然橡膠（NR）便宜許多。合成橡膠具有高性能和耐用性，但會留下顯著的碳足跡。 

### 合成塑料
合成塑料（EVA）是一種具有成本效益的泡沫變體。它不會像通常的泡沫變體那樣快速磨損。 EVA 墊子在市場上很常見，而且價格非常實惠。而然EVA缺乏彈性，抓地力和止滑能力不佳。

### 黃麻
黃麻作為一種天然材料不需要太多解釋。人類一直使用黃麻來編織窗簾、靠墊套、地毯、地毯等。黃麻瑜伽墊通常與一定比例的聚合物環保樹脂混合。雖然混合後增加了一些緩衝，但與橡膠、泡沫和PVC相比，緩衝要少得多。

### 軟木
在瑜伽墊方面，軟木是一種相對較新的材料。它是由樹皮開發的，使其絕對天然。軟木在其自然意義上只會從地板上滑落，因此所有軟木瑜伽墊都有 PTE 或橡膠底座，以保持它們粘在地面上。與普通工業級瑜伽墊相比，軟木墊價格昂貴而且較重。

## 保養方法
以下列舉一些瑜伽墊的基本保養方法和注意事項:
1. 每次練習完用濕布擦拭。
2. 一般可用消毒酒精噴霧或消毒濕巾清潔瑜伽墊表面，但不要使用肥皂、洗碗精、沐浴乳等擦拭，這樣做只會讓清潔液滲入瑜珈墊中，導致墊子越用越滑。
3. 定期深度清潔瑜伽墊，可使用暖水加上溫和清潔劑浸洗，水洗後請至少晾乾 24 小時，可以垂掛或平放，不要直曬太陽，以陰乾的方式待全乾後再收起來。
4. 瑜伽墊表面及底部均須清潔，浸洗後須徹底沖洗乾淨，否則殘餘清潔劑的香料成分有機會致敏。
5. 瑜伽墊勿放入洗衣機清洗，更不可置於乾衣機烘乾。